# 24 germinal
24 ventôse 24 floréal
Le quartidi 24 germinal, officiellement dénommé jour de la roquette, est le 204e jour de l'année du calendrier républicain.
C'était généralement le 13e jour du mois d'avril dans le calendrier grégorien.